# Lone Tree (Iowa)
Lone Tree és una població dels Estats Units a l'estat d'Iowa. Segons el cens del 2000 tenia 1.151 habitants.

## Demografia
Segons el cens del 2000, Lone Tree tenia 1.151 habitants, 459 habitatges, i 323 famílies. La densitat de població era de 448,9 habitants/km².
Dels 459 habitatges en un 41,6% hi vivien nens de menys de 18 anys, en un 57,5% hi vivien parelles casades, en un 7,6% dones solteres, i en un 29,6% no eren unitats familiars. En el 25,1% dels habitatges hi vivien persones soles l'11,8% de les quals corresponia a persones de 65 anys o més que vivien soles. El nombre mitjà de persones vivint en cada habitatge era de 2,51 i el nombre mitjà de persones que vivien en cada família era de 3,04.
Per edats la població es repartia de la següent manera: un 29,4% tenia menys de 18 anys, un 5,9% entre 18 i 24, un 31,1% entre 25 i 44, un 20,2% de 45 a 60 i un 13,5% 65 anys o més.
L'edat mediana era de 35 anys. Per cada 100 dones de 18 o més anys hi havia 89,5 homes.
La renda mediana per habitatge era de 42.431 $ i la renda mediana per família de 50.000 $. Els homes tenien una renda mediana de 35.227 $ mentre que les dones 25.815 $. La renda per capita de la població era de 18.990 $. Entorn del 4,5% de les famílies i el 7,8% de la població estaven per davall del llindar de pobresa.

## Poblacions més properes
El següent diagrama mostra les poblacions més properes.